# NGC 2125
NGC 2125 је расејано звездано јато у сазвежђу Златна риба које се налази на NGC листи објеката дубоког неба.
Деклинација објекта је - 69° 28' 45" а ректасцензија 5h 50m 54,3s. Привидна величина (магнитуда) објекта NGC 2125 износи 12,6. NGC 2125 је још познат и под ознакама ESO 57-SC44.